# Richibucto
Richibucto è un comune del Canada, situato nella provincia del Nuovo Brunswick.